# Elena Butnaru
Elena Butnaru (ur. 24 lipca 1975 w Rumunii) – rumuńska siatkarka, grająca jako przyjmująca. 
Obecnie występuje w drużynie CS Volei 2004 Tomis Konstanca.